# 根岸住宅地区
座標: 北緯35度25分31秒 東経139度37分44秒 / 北緯35.425264度 東経139.628967度

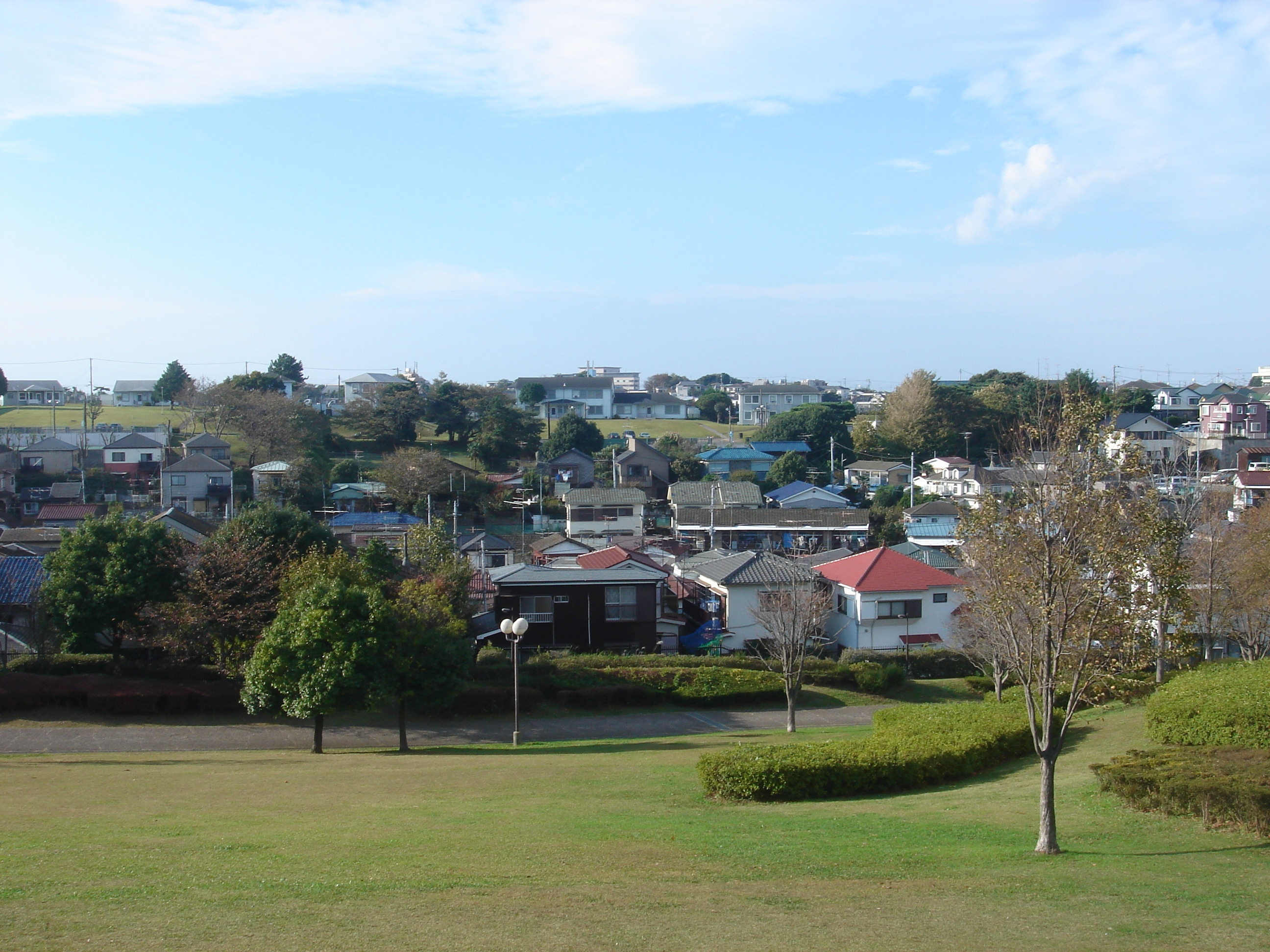
根岸森林公園から見た根岸住宅地区（丘の上。2009年）

根岸住宅地区（ねぎしじゅうたくちく 英語: Naval Housing Annex Negishi）は、神奈川県横浜市中区・南区・磯子区に位置する在日アメリカ海軍の住宅専用施設（米軍住宅）。
日本側に返還合意はされているが正式な返還には至ってない。国有地・民有地が入り組むため跡地利用が課題となっている。
横浜市立大学（医学部及び附属病院・センター病院）の移転候補地になっている。
総面積は429,259 m2、そのうち国有が272,756 m2 (63.5%)、市有が273 m2 (0.1%)、民有が156,231 m2 (36.4%) 。

## 概要

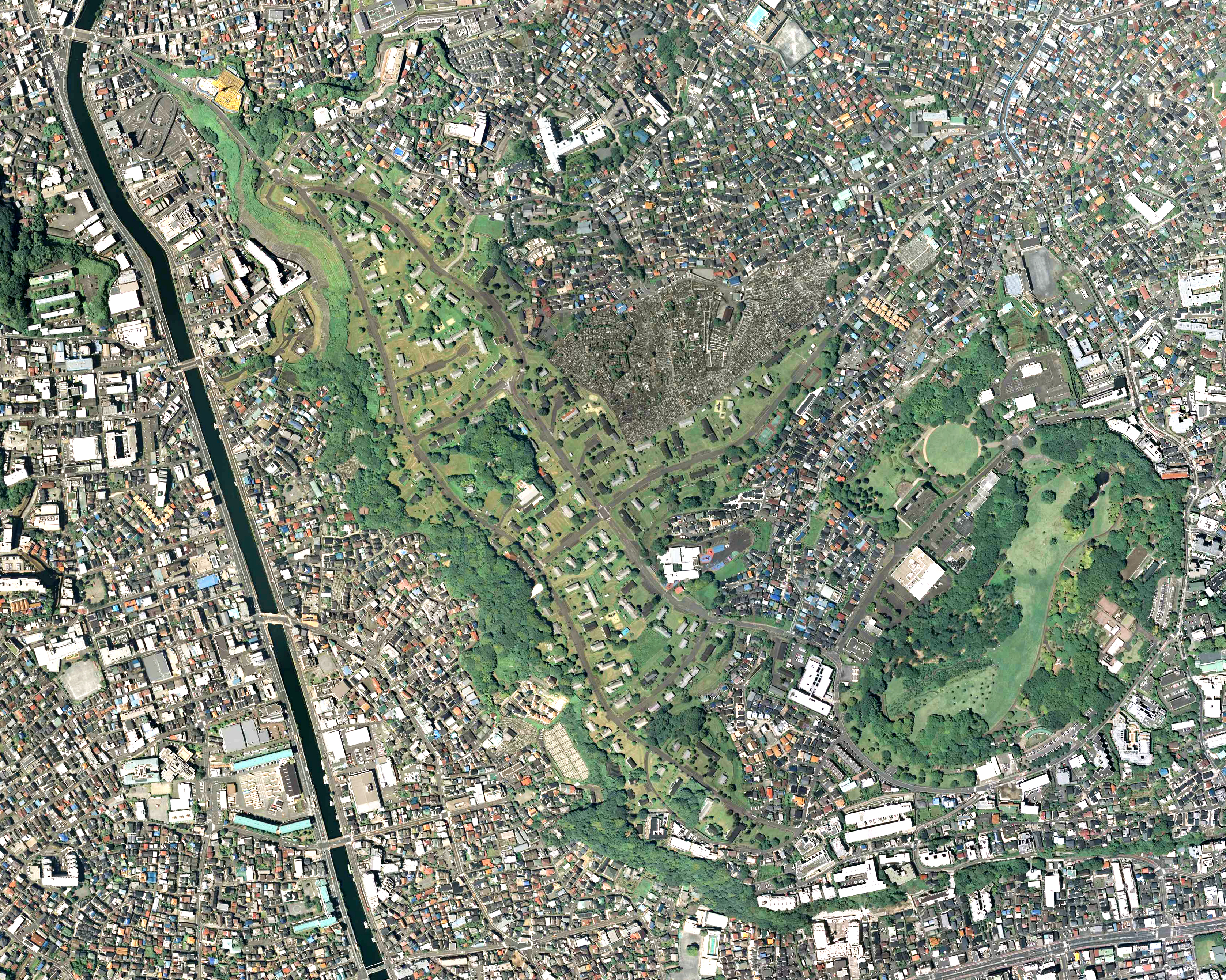
根岸住宅地区周辺の空中写真。2019年6月16日撮影の4枚を合成作成。。

1947年（昭和22年）にアメリカ陸軍工兵隊により住宅が建設され、「X住宅地区」と命名される。当初は米陸軍の管轄であったが、その後に米海軍の管轄となり名称も「根岸住宅地区」となる。アメリカ軍関係者からは通称でNegishi Heightsと呼ばれていた。
住宅385戸の他、消防署、教会、小学校、保育園、独身兵士宿舎、レストラン、プール、診療所などが存在。当住宅地区の住居番号は500から始まっているが、これは1から499までの住居番号が1982年（昭和57年）に返還された「横浜海浜住宅地区」（横浜市中区本牧）に存在していたためである。
慢性的な米軍住宅不足から池子住宅地区へ数百戸の住宅を建設する条件で、2004年（平成16年）当地区の返還が合意。
2014年（平成26年）6月には域内の学校と教会が閉鎖され、2015年（平成27年）12月に全住民が退去。2015年（平成27年）12月には当地区居住者（消防などの部隊を除く、米海軍関係者とその家族）の退去が完了しており、返還の実現に向けて大きく前進した。
2019年（令和元年）11月15日には日米合同委員会が共同使用で合意した。

## 日本人の居住問題
2世帯7人の日本人が周りを根岸住宅地区に囲まれて居住している（2015年2月時点）。防衛省によれば、米軍施設内で日本人が生活している例は他に無い。
外出・帰宅時には米軍施設のゲートで通行証を提示しなければならず、利用できる宅配便やタクシーが制限されるなどの制約があり、イラク戦争の際は、深夜まで帰宅できないこともあった。そのため2013年（平成25年）12月20日、居住者のうち2名が、長年にわたり陸の孤島での日常生活を強いられてきたとして国に慰謝料など約1億1千500万円の賠償を求め横浜地方裁判所に提訴したが、「受忍限度を超えた違法な権利侵害には当たらない」として敗訴している。その後、2016年（平成28年）7月4日、住宅地区側の1か所を除き3か所のゲートが閉鎖されたことにより、さらなる通行困難に陥っている。